# Albert Bunjaku
Albert Bunjaku (Gjilan, 29 novembre 1983) è un ex calciatore kosovaro con cittadinanza svizzera, di ruolo attaccante.

## Biografia
Nato a Gjilan da genitori albanesi del Kosovo (allora Provincia Socialista Autonoma del Kosovo, in Jugoslavia), all'età di 7 anni si trasferisce in Svizzera, dove il padre era emigrato qualche anno prima.

## Carriera

### Club
A 14 anni Bunjaku inizia a giocare a calcio nel FC Schlieren. Nel 1998 entra nel settore giovanile del Grasshoppers che abbandona successivamente per aver perso il gusto di giocare a calcio, tuttavia poco dopo riprende a giocare entrando nelle giovanili della YF Juventus, dove gioca come attaccante, mentre all'epoca del Grasshoppers aveva giocato come esterno di difesa.
Nel 2003 si trasferisce allo Sciaffusa, squadra militante in Challenge League, con la quale fa il suo debutto in prima squadra e vince subito il campionato, ottenendo la promozione in Super League. Rimane allo Sciaffusa ancora un anno e mezzo, totalizzando 39 presenze in Super League. Nel gennaio 2006 si trasferisce in Germania, al Paderborn, squadra militante in Zweite Bundesliga, dove in totale gioca 10 partite e segna un gol.
Dopo pochi mesi Bunjaku si trasferisce al Rot-Weiß Erfurt, squadra militante in Regionalliga. Nella stagione 2007-2008 segna 16 reti in 28 gare prima che un infortunio gli faccia terminare anzitempo la stagione. Bunjaku diventa popolare il 10 agosto 2008 quando segna una doppietta nel primo turno di coppa di Germania contro il Bayern Monaco. Nella prima metà della stagione 2008-2009 sigla 9 reti prima di lasciare il club.

#### Norimberga
Il 2 febbraio 2009 si trasferisce al Norimberga, in Zweite Bundesliga per 400.000 euro. Fa il suo debutto con la nuova squadra nella vittoria in casa per 3-0 contro il Kaiserslautern. Il 9 marzo segna al minuto 89 della partita contro l'MSV Duisburg il suo primo gol con la nuova maglia. A causa di alcuni infortuni la stagione di Bunjaku viene limitata a sole 7 apparizioni, di cui 6 dalla panchina, nella squadra che conuquista la promozione in Bundesliga.
Il 15 agosto, alla seconda giornata del campionato 2009-2010, fa il suo debutto in Bundesliga, segnando un gol nella partita contro l'Eintracht Francoforte. Nei mesi successivi si conquista il posto da titolare: nel 3-0 contro l'Hertha Berlino segna una doppietta e poco dopo viene eletto uomo del giorno. Il 30 gennaio 2010 nella partita contro l'Hannover segna una tripletta, che fa di lui il secondo svizzero dopo Stéphane Chapuisat a segnare una tripletta in Bundesliga. Dopo questa partita è eletto nuovamente uomo del giorno. In totale segna 12 reti in 28 partite di campionato, mentre nello spareggio retrocessione mette a segno un assist.
Nella nuova stagione dopo poche partite Bunjaku si infortuna alla cartilagine, rimanendo fermo per quasi tutta la stagione, alla fine di aprile fa il suo ritorno in campo con la seconda squadra, mentre con non scende più in campo con la prima squadra fino al termine della stagione.

#### San Gallo
Il 4 giugno 2014 il San Gallo ufficializza l'acquisto dell'attaccante.

### Nazionale
Vanta 15 presenze e 7 reti con la nazionale Under-21 svizzera tra il 2004 e il 2006.
Il 6 novembre 2009 riceve la sua prima convocazione dalla nazionale maggiore, con cui fa il suo debutto il 14 novembre nella partita persa per 1-0 contro la Norvegia. Viene poi convocato per i mondiali del 2010 come sostituto dell'infortunato Marco Streller.
Il 5 marzo 2014 prende parte alla gara d'esordio internazionale della Nazionale kosovara, giocando la partita pareggiata per 0-0 contro Haiti. Il 21 maggio 2014, nella seconda uscita ufficiale della Nazionale kosovara, in occasione di un'amichevole con la Turchia, segna il primo gol della storia per il Kosovo, col risultato finale di 6-1 in favore dei turchi.

## Statistiche

### Cronologia presenze e reti in Nazionale
| Cronologia completa delle presenze e delle reti in nazionale ― Svizzera | Cronologia completa delle presenze e delle reti in nazionale ― Svizzera | Cronologia completa delle presenze e delle reti in nazionale ― Svizzera | Cronologia completa delle presenze e delle reti in nazionale ― Svizzera | Cronologia completa delle presenze e delle reti in nazionale ― Svizzera | Cronologia completa delle presenze e delle reti in nazionale ― Svizzera | Cronologia completa delle presenze e delle reti in nazionale ― Svizzera | Cronologia completa delle presenze e delle reti in nazionale ― Svizzera |
| Data                                                                    | Città                                                                   | In casa                                                                 | Risultato                                                               | Ospiti                                                                  | Competizione                                                            | Reti                                                                    | Note                                                                    |
| ----------------------------------------------------------------------- | ----------------------------------------------------------------------- | ----------------------------------------------------------------------- | ----------------------------------------------------------------------- | ----------------------------------------------------------------------- | ----------------------------------------------------------------------- | ----------------------------------------------------------------------- | ----------------------------------------------------------------------- |
| 14-11-2009                                                              | Lancy                                                                   | Svizzera                                                                | 0 – 1                                                                   | Norvegia                                                                | Amichevole                                                              | -                                                                       | 46’                                                                     |
| 3-3-2010                                                                | San Gallo                                                               | Svizzera                                                                | 1 – 3                                                                   | Uruguay                                                                 | Amichevole                                                              | -                                                                       | 46’                                                                     |
| 1-6-2010                                                                | Sion                                                                    | Svizzera                                                                | 0 – 1                                                                   | Costa Rica                                                              | Amichevole                                                              | -                                                                       | 76’                                                                     |
| 21-6-2010                                                               | Port Elizabeth                                                          | Cile                                                                    | 1 – 0                                                                   | Svizzera                                                                | Mondiali 2010 - 1º turno                                                | -                                                                       | 77’                                                                     |
| 11-8-2010                                                               | Klagenfurt                                                              | Austria                                                                 | 0 – 1                                                                   | Svizzera                                                                | Amichevole                                                              | -                                                                       | 75’                                                                     |
| 3-9-2010                                                                | San Gallo                                                               | Svizzera                                                                | 0 – 0                                                                   | Australia                                                               | Amichevole                                                              | -                                                                       |                                                                         |
| Totale                                                                  |                                                                         | Presenze                                                                | 6                                                                       |                                                                         | Reti                                                                    | 0                                                                       |                                                                         |

| Cronologia completa delle presenze e delle reti in nazionale ― Kosovo | Cronologia completa delle presenze e delle reti in nazionale ― Kosovo | Cronologia completa delle presenze e delle reti in nazionale ― Kosovo | Cronologia completa delle presenze e delle reti in nazionale ― Kosovo | Cronologia completa delle presenze e delle reti in nazionale ― Kosovo | Cronologia completa delle presenze e delle reti in nazionale ― Kosovo | Cronologia completa delle presenze e delle reti in nazionale ― Kosovo | Cronologia completa delle presenze e delle reti in nazionale ― Kosovo |
| Data                                                                  | Città                                                                 | In casa                                                               | Risultato                                                             | Ospiti                                                                | Competizione                                                          | Reti                                                                  | Note                                                                  |
| --------------------------------------------------------------------- | --------------------------------------------------------------------- | --------------------------------------------------------------------- | --------------------------------------------------------------------- | --------------------------------------------------------------------- | --------------------------------------------------------------------- | --------------------------------------------------------------------- | --------------------------------------------------------------------- |
| 3-6-2016                                                              | Francoforte                                                           | Fær Øer                                                               | 0 – 2                                                                 | Kosovo                                                                | Amichevole                                                            | 1                                                                     | 85’                                                                   |
| 5-9-2016                                                              | Turku                                                                 | Finlandia                                                             | 1 – 1                                                                 | Kosovo                                                                | Qual. Mondiali 2018                                                   | -                                                                     | 66’                                                                   |
| 5-10-2016                                                             | Scutari                                                               | Kosovo                                                                | 0 – 6                                                                 | Croazia                                                               | Qual. Mondiali 2018                                                   | -                                                                     | 68’                                                                   |
| Totale                                                                |                                                                       | Presenze                                                              | 3                                                                     |                                                                       | Reti                                                                  | 1                                                                     |                                                                       |

## Palmarès

### Club
- Challenge League: 1

Sciaffusa: 2003-2004